# Yaacov Agam
Pour les articles homonymes, voir Agam.
Yaacov Gibstein dit Agam est un plasticien israélien né à Rishon LeZion le 11 mai 1928, établi en France à partir de 1951, figure de l'art cinétique. Le travail d'Agam se caractérise par un mouvement induit par le déplacement aléatoire du point de vue du spectateur.

## Biographie
Issu d'une famille juive pratiquante et fils du rabbin Yehoshua Gibstein. Yaacov Agam se forme d'abord à Jérusalem à l'École des beaux-arts Bezalel (1946-1948) que dirige Mordecai lui permettent d'approfondir la théorie de la couleur et les principes du constructivisme. Parallèlement, il travaille comme graphiste dans des agences de publicité.
Sur le chemin des États-Unis pour suivre les cours de l’Illinois Institute of Technology, Agam se fixe à Paris en novembre 1951. C'est l'année pendant laquelle il commence à s'intéresser à l'art cinétique. Il s'inscrit à l'atelier d'art abstrait qu'animent Jean Dewasne et Edgard Pillet et fait la connaissance de Fernand Léger et d'Auguste Herbin.
Il bénéficie en 1953 de sa première exposition personnelle, Tableaux transformables, dans laquelle il pose les bases d'un travail dans lequel la référence au judaïsme, dans une perspective philosophique davantage que religieuse, est constamment sous-jacente. Il s'impose à la première exposition internationale d’art cinétique à la galerie Denise René, à Paris, en 1955. C'est alors André Breton qui choisit les titres de ses œuvres.
Agam connaît un très grand succès jusqu'au début des années 1970.
À partir de 1971, il crée trois décors pour trois formes d'assiettes en porcelaine à la Manufacture nationale de Sèvres. Nécessitant jusqu'à 18 pierres lithographiques pour un seul décor, ces pièces en édition limitée seront notamment présentées au palais de l'Élysée.

## Décoration
- Commandeur de l'ordre des Arts et des Lettres

## Œuvres
Depuis 1974, les œuvres d'Agam comptent aussi bien des peintures que des sculptures, des monuments, des architectures ou des vidéos, médium qu'il est l'un des premiers à utiliser en France.
À la différence des œuvres des artistes cinétiques, dont le mouvement est généré, le plus souvent, par des éléments mobiles de l'œuvre, celles d'Agam obtiennent leur effet par le déplacement du spectateur par rapport à l'œuvre. L'artiste entend ainsi donner au public un rôle nouveau et introduire dans son travail la notion d'imprévisibilité qui caractérise, selon lui, la quatrième dimension.
Ses tableaux sont fréquemment construits à partir de prismes triangulaires dont une face est fixée sur la surface plane de la toile et dont les deux autres sont peintes de motifs géométriques qui produisent des effets visuels différents selon l'angle sous lequel ces éléments sont vus.
Agam se passionne également pour les rapports entre forme, couleur et son, et aime jouer avec la technologie, comme avec son Tourne-disque à quatre bras (1962) ou son Sculpteaufeu (1970), qui produit à la fois une flamme et un jet d'eau et qui n'est pas sans rappeler la proximité de l'artiste avec les surréalistes.

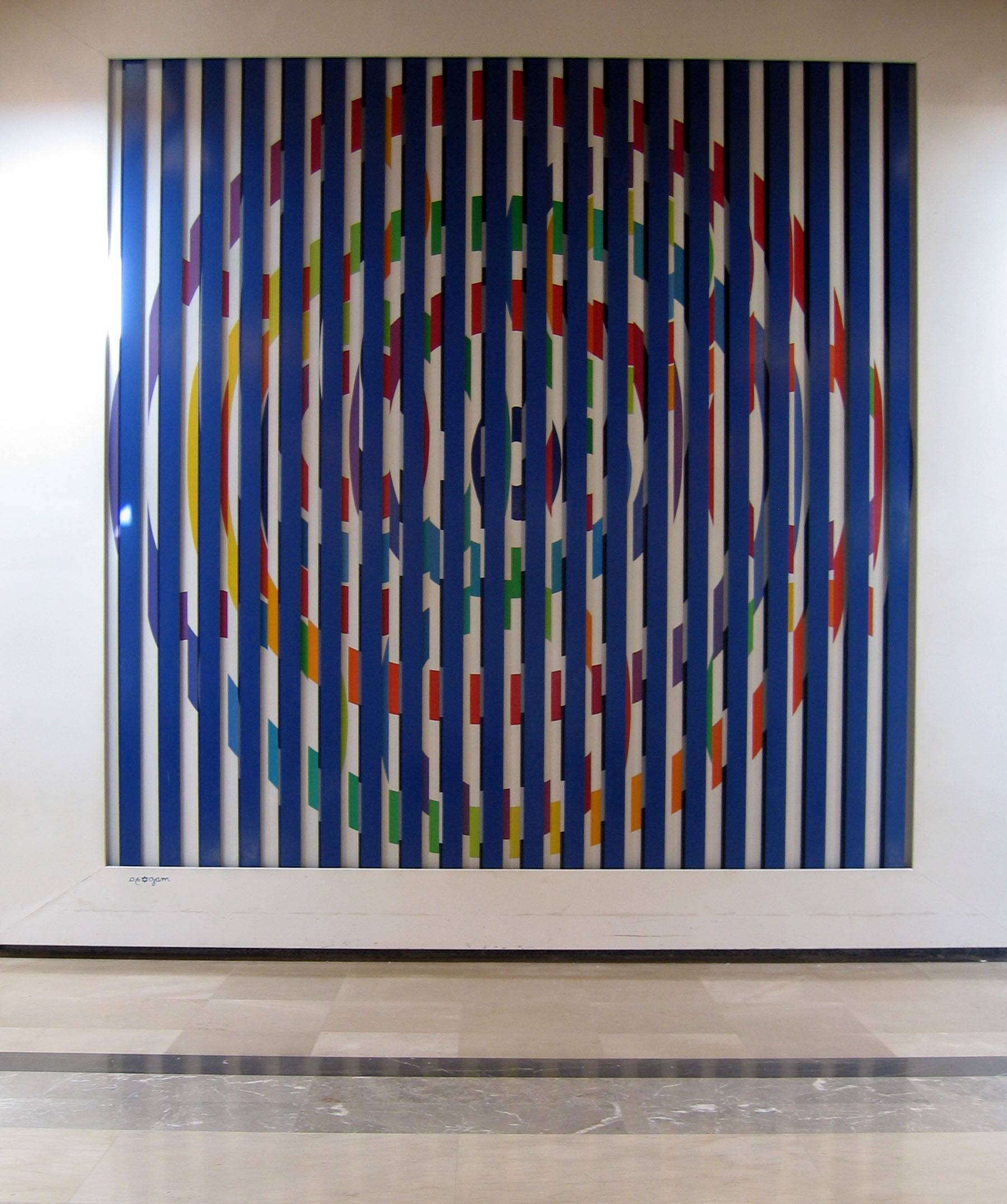
Œuvre d'Agam au Sheba Medical Center, Israël.
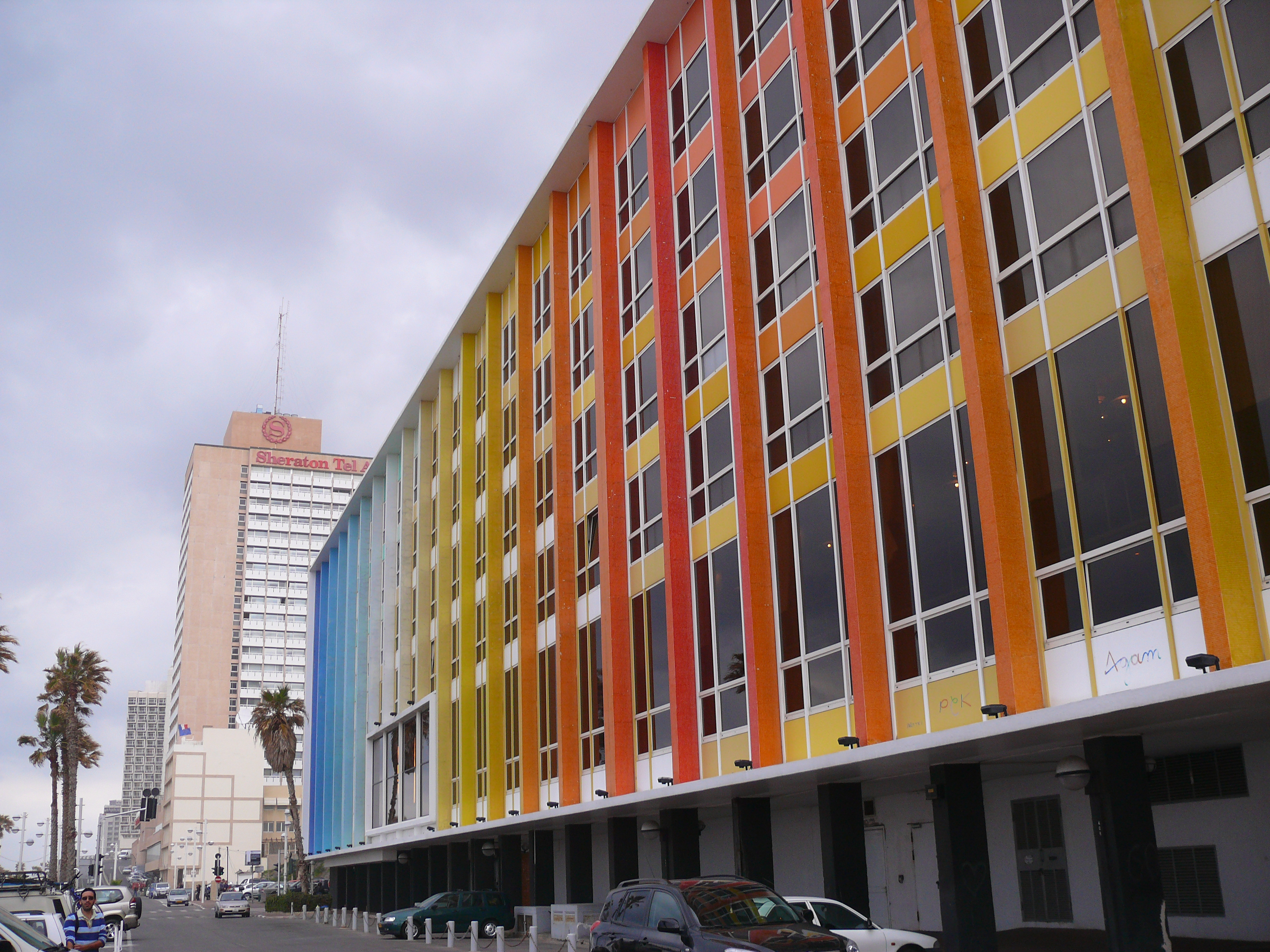
Facade du Dan Hotel, Tel Aviv.
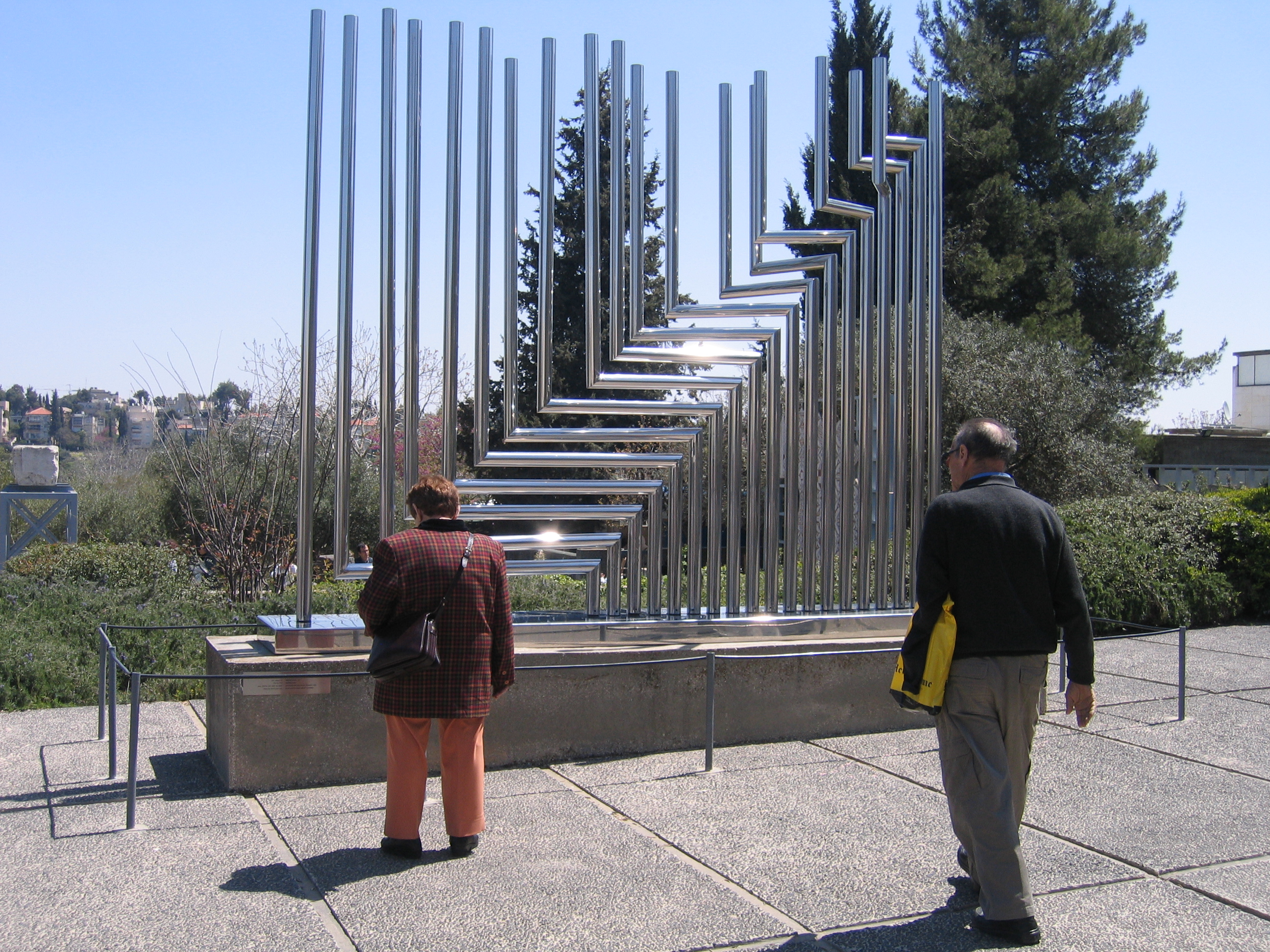
Eighteen Levels (1971).

### Principales œuvres
- Tour Triple Galaxy
- Peinture environnementale, Leverkusen, 1971
- Mural transparent, Cleveland, 1973
- Antichambre des appartements privés du président Georges Pompidou au palais de l'Élysée (dit « salon Agam »), 1972-1974 (Paris, musée national d'art moderne du Centre national d'art et de culture Georges-Pompidou)
- Fontaine musicale monumentale du quartier de La Défense à Paris, 1976
- Toutes directions, sculptures installées en 1970 au lycée Pierre Mendès-France de La Roche-sur-Yon et à l'université de Bochum[3]

### Matériaux utilisés
- Peinture

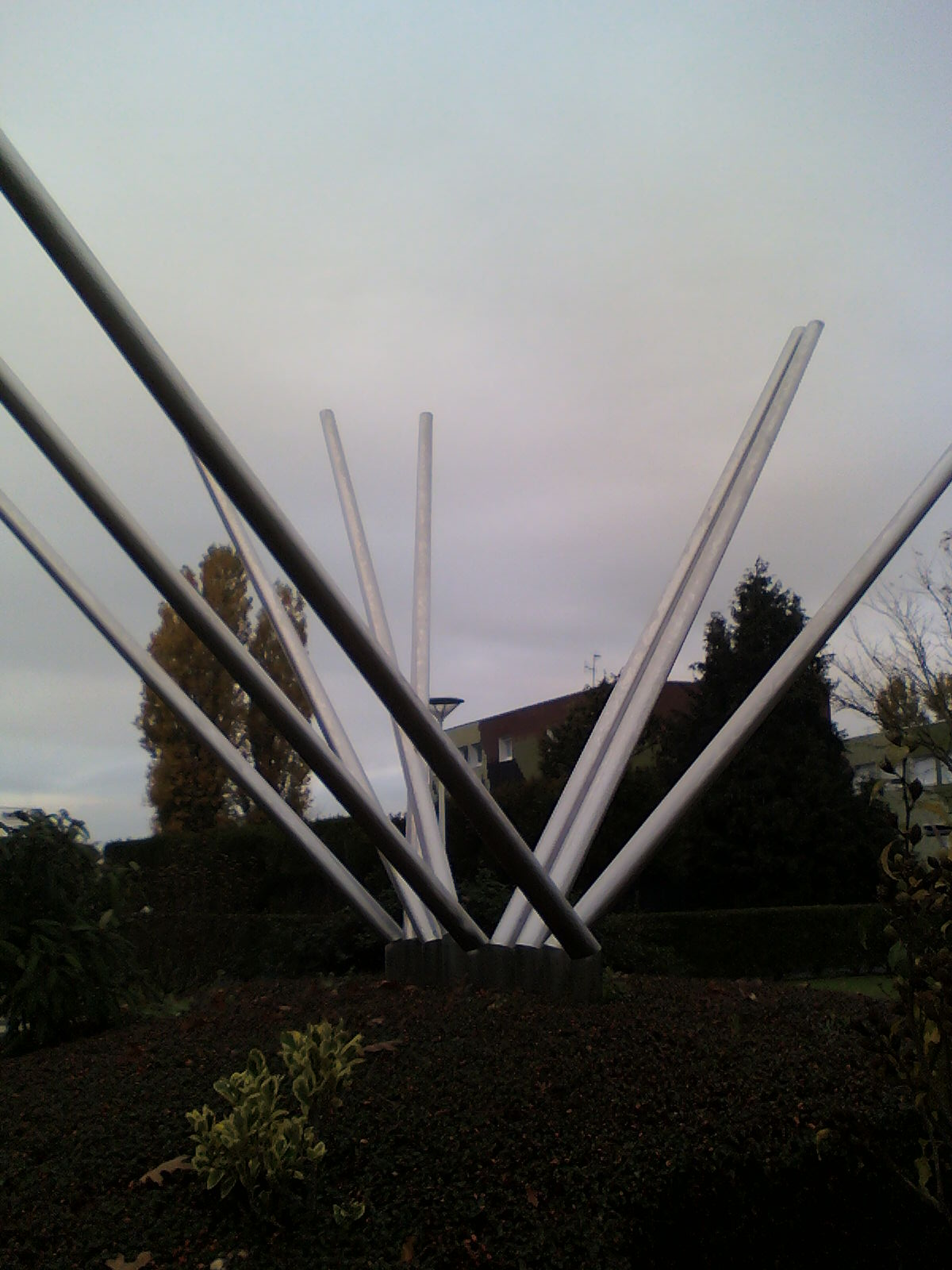
Exemple d'œuvre en acier de Yaacov Agam : Toutes directions, à La Roche-sur-Yon.

- Structures métalliques en forme d’éventail
- Acier inoxydable aux formes variables
- Son
- Lumière
- Eau
- Temps

Le temps est considéré par Agam comme un véritable matériau de travail. C'est le concept de « quatrième dimension » : l’œuvre est perçue dans l’espace par rapport au champ de vision temporelle du spectateur.

## Expositions (sélection)
- Tableaux transformables, Paris, 1953
- Agam, commissaires Germain Viatte et Jean-Hubert Martin, musée national d'art moderne, Paris 1972[4]